# Patsy Lawlor
Patsy Lawlor (17 de marzo de 1933 – 19 de diciembre de 1997) fue una política, enfermera y empresaria irlandesa. Fue elegida al Seanad Éireann, participando en la Comisión de Panel Cultural y Educacional en 1981 como miembro de Fine Gael. Perdió su asiento en las elecciones senatoriales de 1983. 
Fue presidenta de la Asociación de compatriotas irlandesas por muchos años.
En las elecciones locales de 1991, fue elegida como miembro independiente del Kildare County Council por el área electoral de Naas.
Fue candidata independiente seleccionada para las elecciones generales 1992 por la circunscripción Kildare.
Su hijo Anthony Lawlor fue elegido diputado por el Fine Gael en la Teachta Dála (TD) por Kildare North en las elecciones generales de Irlanda de 2011.